# Prosiměřice
Prosiměřice (Duits: Proßmeritz) is een Moravische vlek (městys) in de Tsjechische regio Zuid-Moravië, en maakt deel uit van het district Znojmo. Prosiměřice telt 880 inwoners (2023).

## Geschiedenis
- 1226 – De eerste schriftelijke vermelding van Prosiměřice.
- 1945–1946 – Zo'n 80 procent van de bevolking van Prosiměřice wordt na de Tweede Wereldoorlog het land uitgezet.
- 1948 – De gemeente Bohunice wordt geannexeerd.
- 2006 – De gemeente Prosiměřice krijgt (opnieuw) de status vlek.[1]